# Gestreepte hyena
De gestreepte hyena (Hyaena hyaena) is een van de vier hyenasoorten. Hij dankt zijn naam aan de zwarte strepen over het hele lichaam. De wetenschappelijke naam van de soort werd in 1758 als Canis hyaena gepubliceerd door Carl Linnaeus in de tiende editie van Systema naturae.

## Uiterlijke kenmerken
De gestreepte hyena is een typische hyena, met een grote, brede kop, een lange nek en lange poten, een aflopend lichaam (de schouders liggen veel hoger dan de heupen) en een typische loopje. Hij is kleiner dan de gevlekte hyena. De oren zijn groot en gepunt. Ook de ogen zijn groot. De snuit is stomp met een hondachtige neus.
Hij heeft een lange, ruige vacht met lange, grijze manen op de rug (van achterhoofd tot staart) die opgezet kunnen worden. Het gezicht en de onderpoten hebben een kortere vacht. Bij jonge dieren ontbreekt de maan, maar hebben een zwarte aalstreep. De volle staart is lang en lijkt een verlengde van de maan. De gestreepte hyena heeft een gelig grijze vacht met verticale zwarte strepen over het lichaam en horizontale zwarte strepen op de poten. De snuit, keel en staartpunt zijn zwart.
Een volwassen gestreepte hyena heeft een kop-romplengte van 100 tot 120 cm en een staart van 25 tot 35 cm. Het lichaamsgewicht is 25 tot 55 kg.

## Leefwijze
Anders dan de gevlekte hyena leeft dit dier meestal alleen. Volwassen gestreepte hyena's dulden meestal geen andere volwassen hyena's van hetzelfde geslacht in de buurt. Als twee dieren uit nabijgelegen territoria ontmoeten, zetten beide dieren de manen en de vacht op en proberen beide dieren elkaar te intimideren. Bij confrontaties proberen de dieren in elkaars gespierde nekken te bijten. Meestal buigen de dieren tijdens zo'n gevecht door de knieën, waarschijnlijk om de gevoelige ledematen te beschermen.
Het woongebied is zeer groot en een hyena kan op een nacht grote afstanden afleggen, gemiddeld 20, maximaal 30 kilometer. Hij heeft een sterk uithoudingsvermogen: de gestreepte hyena kan met een snelheid van 8 kilometer per uur 5 tot 8 uur achter elkaar lopen. Keien en planten langs vaak betreden paden worden gemarkeerd met geurstoffen uit de anaalklieren.
Familiegroepjes komen, met name in Aziatische landen, ook voor: dieren van een vorig nestje blijven soms om te helpen met het voeden van de jongen. Meestal zullen de ouders echter volgroeide nakomelingen wegjagen.
In gebieden waar de gestreepte hyena voorkomt naast de gevlekte hyena is de eerste meestal stiller en heeft hij een meer verborgen, solitaire leefwijze dan in gebieden waar de gevlekte hyena niet voorkomt.
Het is zoals veel andere grote roofdieren een nachtdier dat overdag rust in dichte begroeiing, grotten, holten tussen rotsen of in ondergrondse holen. Deze holen kunnen zelfgegraven zijn, maar meestal betrekt hij verlaten holen van andere dieren.
De gestreepte hyena is een opportunistische omnivoor. Het voedsel bestaat uit aas, botten, schildpadden, kleine zoogdieren tot de grootte van een haas of een vos, hagedissen, ongewervelden als sprinkhanen en termieten, vruchten (dadels, komkommers) en wortels. Ook landbouwgewassen en afval wordt gegeten.

## Verspreiding en leefgebied

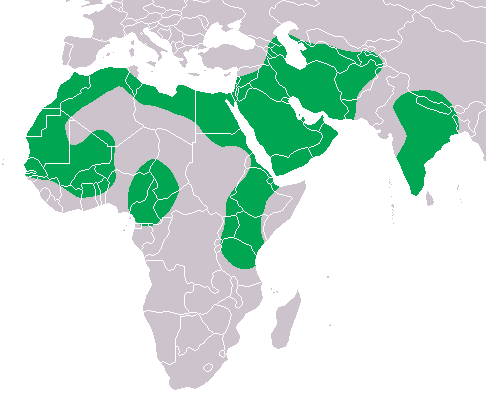
Leefgebied

De gestreepte hyena leeft in Noord-Afrika en Noordoost-Afrika zuidwaarts tot in Centraal-Tanzania, en in Zuidwest-Azië, van het Midden-Oosten, Turkije en de Kaukasus tot in een groot deel van India. Het is de enige hyenasoort in Noord-Afrika en Azië. In Noordoost-Afrika overlapt het leefgebied met de gevlekte hyena en de aardwolf. Hij leeft in open acaciabossen en -struikgebieden, droge steppen en savannen, halfwoestijnen en in open berggebieden. Ze kunnen grote temperatuurverschillen aan, mits het droog blijft.
Pakistan heeft in 2014 de gestreepte hyena laten opnemen in bijlage III bij de Overeenkomst inzake de internationale handel in bedreigde in het wild levende dier- en plantensoorten (CITES). Het land wenst daarmee de medewerking van andere landen te verkrijgen om de in- en uitvoer van deze soort te controleren.